# Granadinas (São Vicente e Granadinas)

Mapa das ilhas Granadinas

Granadinas (em inglês: Grenadines) é uma paróquia de São Vicente e Granadinas. Sua capital é a cidade de Port Elizabeth. A população estimada da paróquia em 2000 era de 9 200 habitantes.
Granadinas é constituída pela metade norte da cadeia das Granadinas, da ilha Petit Saint Vincent no sul até Bequia no norte (a metade sul da cadeia das Granadinas pertence a Granada). As maiores ilhas são Bequia, Mustique, Canouan e Union.